# The Singles (86-98)
The Singles 86>98 este un album de tip compilație al trupei Depeche Mode, care însumează toate single-urile formației lansate între 1986-1998, inclusiv un single nou, "Only when I lose myself".

## Ediții și conținut

### Ediții originale
Edițiile comerciale pe dublu CD (2xCD) și dublu MiniDisc (2xMD) în Marea Britanie
- cat.# CD MUTE L5 (album pe două CD-uri, lansat de Mute)
- cat.# MD MUTE L5 (album pe două MiniDisc-uri, lansat de Mute), lansat la 5 februarie 2001

Ediția promoțională pe dublu CD (2xCD) în Marea Britanie
- cat.# ACD MUTE L5 (album promoțional pe două CD-uri, lansat de Mute, în avans)

Ediția comercială pe dublu CD (2xCD) în SUA
- cat.# 9 47110-2 (album pe două CD-uri, lansat de Sire/Reprise)

Ediția promoțională pe dublu CD (2xCD) în SUA
- cat. 2-47110-AB (album promoțional pe două CD-uri, lansat de Sire/Reprise promotional, în avans)

Ediția comercială pe dublu CD (2xCD) în Japonia
- cat.# TOCP-53237 (album pe două CD-uri, lansat de Toshiba - EMI)

disc 1:
1. "Stripped" (Single Version) – 3:51
2. "A Question of Lust" (Single Version) – 4:30
3. "A Question of Time" (Remix) – 4:00
4. "Strangelove" (Single Version) – 3:47
5. "Never Let Me Down Again" (Single Version) – 4:22
6. "Behind the Wheel" (Remix) – 4:00
7. "Personal Jesus" (Single version) – 3:46
8. "Enjoy the Silence" (Single Version, slightly different) – 4:16
9. "Policy of Truth" (Single Version, slightly different) – 5:14
10. "World in My Eyes" (Single Version)  – 3:57

disc 2:
1. "I Feel You" (Album Version) – 4:35
2. "Walking in My Shoes" (Single Version) – 5:02
3. "Condemnation" (Paris Mix) – 3:23
4. "In Your Room" (Zephyr Mix) – 4:50
5. "Barrel of a Gun" (Album Version) – 5:26
6. "It's No Good" (Album Version) – 5:59
7. "Home" (Single Version) – 5:46
8. "Useless" (Remix) – 4:53
9. "Only When I Lose Myself" (Single Version) – 4:41
10. "Little 15" (Album Version) – 4:14
11. "Everything Counts" (Live, full version)  – 6:38

### Ediția pe triplu vinil (3x12")
Această ediție este identică cu varianta pe CD, numai că, datorită specificului materialului care nu suportă multă informație pe o față, este împărțită în părți.
Ediția comercială pe triplu vinil (3x12") în Marea Britanie
- cat.# MUTE L5 (album pe trei discuri heavy vinyl de 12", cu booklet numerotat, lansat de Mute)
- cat.# L MUTE L5 (album pe trei discuri vinil de 12", lansat de Mute)

disc 1:
fața A:
1. "Stripped" (Single Version) – 3:51
2. "A Question of Lust" (Single Version) – 4:30
3. "A Question of Time" (Remix) – 4:00
4. "Strangelove" (Single Version) – 3:47

fața B:
1. "Never Let Me Down Again" (Single Version) – 4:22
2. "Behind the Wheel" (Remix) – 4:00
3. "Personal Jesus" (Single version) – 3:46
4. "Enjoy the Silence" (Single Version, slightly different) – 4:16

disc 2:
fața C:
1. "Policy of Truth" (Single Version, slightly different) – 5:14
2. "World in My Eyes" (Single Version)  – 3:57
3. "I Feel You" (Album Version) – 4:35
4. "Walking in My Shoes" (Single Version) – 5:02

fața D:
1. "Condemnation" (Paris Mix) – 3:23
2. "In Your Room" (Zephyr Mix) – 4:50
3. "Barrel of a Gun" (Album Version) – 5:26

disc 3:
fața E:
1. "It's No Good" (Album Version) – 5:59
2. "Home" (Single Version) – 5:46
3. "Useless" (Remix) – 4:53

fața F:
1. "Only When I Lose Myself" (Single Version) – 4:41
2. "Little 15" (Album Version) – 4:14
3. "Everything Counts" (Live, full version)  – 6:38

### Ediția pe casetă audio (MC)
Ediție comercială pe casetă audio în Marea Britanie
Această ediție este identică cu varianta pe CD, numai că, datorită specificului materialului care nu suportă multă informație pe o față, este împărțită în părți.
- cat.# C MUTE L5 (album pe casetă audio, lansat de Mute)

fața A:
1. "Stripped" (Single Version) – 3:51
2. "A Question of Lust" (Single Version) – 4:30
3. "A Question of Time" (Remix) – 4:00
4. "Strangelove" (Single Version) – 3:47
5. "Never Let Me Down Again" (Single Version) – 4:22
6. "Behind the Wheel" (Remix) – 4:00
7. "Personal Jesus" (Single version) – 3:46
8. "Enjoy the Silence" (Single Version, slightly different) – 4:16
9. "Policy of Truth" (Single Version, slightly different) – 5:14
10. "World in My Eyes" (Single Version)  – 3:57
11. "I Feel You" (Album Version) – 4:35
12. "Walking in My Shoes" (Single Version) – 5:02

fața B:
1. "Condemnation" (Paris Mix) – 3:23
2. "In Your Room" (Zephyr Mix) – 4:50
3. "Barrel of a Gun" (Album Version) – 5:26
4. "It's No Good" (Album Version) – 5:59
5. "Home" (Single Version) – 5:46
6. "Useless" (Remix) – 4:53
7. "Only When I Lose Myself" (Single Version) – 4:41
8. "Little 15" (Album Version) – 4:14
9. "Everything Counts" (Live, full version)  – 6:38

### Boxul "The Singles 81-98"
Ediția conține două albume, "The Singles 81-85" (remasterizat și relansat în 1998, cat.# CD MUTE L5) și "The Singles 86-98" (cat.# LCD MUTE L1). Ele se află într-un ambalaj de carton de tip box, numit "The Singles 81-98". Scoase din box, cele două CD-uri sunt nu diferă cu nimic de variantele lor achiziționate separat.
Ediție comercială în Marea Britanie
- cat.# LCD MUTE L5 (albume pe trei CD-uri, lansate împreună de Mute)

### Discul de interviu
Ediție promoțională în Marea Britanie
- cat.# ICD MUTE L5 (disc de interviu pe CD, lansat promoțional de Mute)

Ediție promoțională în SUA
- cat.# PRO-CD-9541 (disc de interviu pe CD, lansat promoțional de Sire/Reprise)

1. Interview with Depeche Mode

### Box promoțional
Ediție promoțională a boxului în Marea Britanie
- cat.# PBX MUTE L5 (boxul promoțional al albumului, lansat de Mute)

Boxul conține două CD-uri(cat.# PBXCD MUTE L5, cu exact aceleași piese ca pe cat.# CD MUTE L5, vezi mai sus), un disc de interviu pe CD (cat.# ICD MUTE L5, vezi mai sus), și o casetă video VHS cu Electronic Press Kit (cat.# EPK MUTE L5, documentarul este comercial disponibil și pe DVD-urile "The Videos 86-98" și "The Videos 86-98+"), o hârtie cu biografia, una cu discografic și alta cu conținutul boxului.

### Ediții promoționale
Mostră promoțională de album în Marea Britanie
- cat.# Depro2CD (mostră de album pe CD, lansată promoțional de Mute)

1. "Enjoy the Silence" (Single Version, slightly different) – 4:16
2. "It's No Good" (Album Version) – 5:59
3. "Never Let Me Down Again" (Single Version) – 4:22
4. "Personal Jesus" (Single version) – 3:46
5. "Stripped" (Single Version) – 3:51
6. "Walking in My Shoes" (Single Version) – 5:02

Ediția promoțională de remixuri
- cat. PCD MUTE L5 (album promoțional de remixuri pe CD, lansat de Mute), intitulat: "The Remixes 86-98"

1. "A Question Of Time" (Extended Remix) - 6:41
2. "Strangelove" (Highjack Mix) - 6:33
3. "Behind The Wheel" (Beatmasters Mix) - 8:00
4. "Everything Counts" (Absolut Mix) - 6:04
5. "Personal Jesus" (Pump Mix) - 7:50
6. "Enjoy The Silence" (Hands And Feet Mix - 3" Edit) - 6:41
7. "Walking In My Shoes" (Grungy Gonads Mix) - 6:24
8. "Rush" (Spiritual Guidance Mix) - 5:31
9. "Barrel Of A Gun" (Underworld Hard Instrumental) - 9:13
10. "It's No Good" (Club 69 Future Mix) - 8:51

Album promoțional de remixuri pe triplu vinil (3x12") în Marea Britanie
- cat.# P12 MUTE L5 (album promoțional cu remixuri de trei discuri de vinil de 12", lansat de

Mute), intitulat: "The Remixes 86-98"
disc 1:
1. "A Question Of Time" (Extended Remix) - 6:41
2. "Strangelove" (Highjack Mix) - 6:33
3. "Behind The Wheel" (Beatmasters Mix) - 8:00
4. "Everything Counts" (Absolut Mix) - 6:04

disc 2:
1. "Personal Jesus" (Pump Mix) - 7:50
2. "Enjoy The Silence" (Hands And Feet Mix - 3" Edit) - 6:41
3. "Walking In My Shoes" (Grungy Gonads Mix) - 6:24
4. "Rush" (Spiritual Guidance Mix) - 5:31

disc 3:
1. "Barrel Of A Gun" (Underworld Hard Instrumental) - 9:13
2. "It's No Good" (Club 69 Future Mix) - 8:51

CD bonus în SUA
Primele 50.000 de exemplare ale albumului original din SUA (cat.# 9 47110-2, vezi sus) au avut trei CD-uri. Primele două erau cele ale ediției oficiale, în timp ce al treilea era acest CD de remixuri.
- cat.# PRO-CD-9497 (bonus CD la album, lansat de Sire/Reprise)

1. "Rush" (Wild Planet Mix) - 6:23
2. "Enjoy The Silence" (The Quad: Final Mix) - 15:25
3. "World In My Eyes" (Safar Mix) - 8:29
4. "Dangerous" (Hazchemix Edit) - 3:01

Toate piesele au fost compuse de Martin Gore.

Solistul vocal pe toate piesele este Dave Gahan, cu excepția "A Question of Lust" și "Home", unde este Martin Gore.

## Single-uri

### În Marea Britanie
1. "Only When I Lose Myself" (17 septembrie 1998)

### În SUA
1. "Only When I Lose Myself" (15 septembrie 1998)